# Агам
Агам (нім. Aham) — громада в Німеччині, знаходиться в землі Баварія. Підпорядковується адміністративному округу Нижня Баварія. Входить до складу району Ландсгут. Складова частина об'єднання громад Герцен.
Площа — 38 км2. Населення становить 1891 ос. (станом на 31 грудня 2020).